# Tomintoul (Whiskybrennerei)
Tomintoul [ˌtɒmɪn'taʊ̯l] ist eine Whiskymarke und eine Whiskybrennerei bei Ballindalloch, Moray, Schottland. Sie liegt in der Region Speyside und ist nach dem nahegelegenen Tomintoul benannt, der höchstgelegenen Ortschaft der schottischen Highlands.

## Geschichte
Tomintoul wurde 1964 von den Unternehmen W & S Strong und Hay & MacLeod in Ballindalloch gegründet. 1973 wurde die Brennerei an White & Mackay verkauft, welche sie bis 2000 behielt und auch für die Erweiterung von einem auf zwei Paare Brennblasen im Jahr 1974 verantwortlich ist. 2000 wurde die Destillerie an Angus Dundee Distillers veräußert.

## Produktion
Tomintoul bezieht sein Wasser von der nahegelegenen Ballantruan-Quelle. Zum Brennen werden je zwei Wash Stills und Spirit Stills eingesetzt, welche 32.000 hl Alkohol pro Jahr erzeugen können. Nach eigenen Angaben operiert die Brennerei derzeit an ihrer Kapazitätsgrenze. In den Lagerhäusern können bis zu 116.000 Fässer zur Reifung gelagert werden.

## Abfüllungen
Ein großer Teil der erzeugten Whiskys wird zur Herstellung von Blends eingesetzt, es werden jedoch auch ständig verschiedene Single-Malt-Abfüllungen angeboten. Die Single Malts von Tomintoul zählen zu den leichtesten Speyside-Malts.